# La Chapelle, Charente
 La Chapelle  là một xã thuộc tỉnh Charente trong vùng Nouvelle-Aquitaine tây nam nước Pháp. Xã nay có độ cao trung bình 65 mét trên mực nước biển.